# 1982-es Formula–1 nyugat-amerikai nagydíj
A Nyugat-amerikai volt az 1982-es Formula–1 világbajnokság harmadik futama.

## Futam
| Helyezés | #  | Versenyző          | Csapat/Motor    | Körök | Idő/Kiesés oka | Rajthely | Pontszám |
| -------- | -- | ------------------ | --------------- | ----- | -------------- | -------- | -------- |
| 1        | 8  | Niki Lauda         | McLaren-Ford    | 75    | 1:58:25,318    | 2        | 9        |
| 2        | 6  | Keke Rosberg       | Williams-Ford   | 75    | + 14,660       | 8        | 6        |
| 3        | 2  | Riccardo Patrese   | Brabham-Ford    | 75    | + 1:19,143     | 18       | 4        |
| 4        | 3  | Michele Alboreto   | Tyrrell-Ford    | 75    | + 1:20,947     | 12       | 3        |
| 5        | 11 | Elio de Angelis    | Lotus-Ford      | 74    | + 1 kör        | 16       | 2        |
| 6        | 7  | John Watson        | McLaren-Ford    | 74    | + 1 kör        | 11       | 1        |
| 7        | 12 | Nigel Mansell      | Lotus-Ford      | 73    | + 2 kör        | 17       |          |
| 8        | 17 | Jochen Mass        | March-Ford      | 73    | + 2 kör        | 21       |          |
| 9        | 18 | Raul Boesel        | March-Ford      | 70    | + 5 kör        | 23       |          |
| 10       | 4  | Slim Borgudd       | Tyrrell-Ford    | 68    | + 7 kör        | 24       |          |
| Kizárva  | 27 | Gilles Villeneuve  | Ferrari         | 75    |                | 7        |          |
| Kiesett  | 25 | Eddie Cheever      | Ligier-Matra    | 59    | Váltó          | 13       |          |
| Kiesett  | 22 | Andrea de Cesaris  | Alfa Romeo      | 33    | Kicsúszás      | 1        |          |
| Kiesett  | 29 | Brian Henton       | Arrows-Ford     | 32    | Kicsúszás      | 20       |          |
| Kiesett  | 14 | Roberto Guerrero   | Ensign-Ford     | 27    | Kicsúszás      | 19       |          |
| Kiesett  | 26 | Jacques Laffite    | Ligier-Matra    | 26    | Kicsúszás      | 15       |          |
| Kiesett  | 31 | Jean-Pierre Jarier | Osella-Ford     | 26    | Erőátvitel     | 10       |          |
| Kiesett  | 1  | Nelson Piquet      | Brabham-Ford    | 25    | Kicsúszás      | 6        |          |
| Kiesett  | 33 | Derek Daly         | Theodore-Ford   | 23    | Kicsúszás      | 22       |          |
| Kiesett  | 5  | Mario Andretti     | Williams-Ford   | 19    | Ütközés        | 14       |          |
| Kiesett  | 15 | Alain Prost        | Renault         | 10    | Kicsúszás      | 4        |          |
| Kiesett  | 28 | Didier Pironi      | Ferrari         | 6     | Kicsúszás      | 9        |          |
| Kiesett  | 16 | René Arnoux        | Renault         | 5     | Ütközés        | 3        |          |
| Kiesett  | 23 | Bruno Giacomelli   | Alfa Romeo      | 5     | Ütközés        | 5        |          |
| Kiesett  | 10 | Eliseo Salazar     | ATS-Ford        | 3     | Ütközés        | 26       |          |
| Kiesett  | 9  | Manfred Winkelhock | ATS-Ford        | 1     | Ütközés        | 25       |          |
| NK       | 36 | Teo Fabi           | Toleman-Hart    |       |                |          |          |
| NK       | 32 | Riccardo Paletti   | Osella-Ford     |       |                |          |          |
| NK       | 20 | Chico Serra        | Fittipaldi-Ford |       |                |          |          |
| NK       | 30 | Mauro Baldi        | Arrows-Ford     |       |                |          |          |
| NK       | 35 | Derek Warwick      | Toleman-Hart    |       |                |          |          |

## A világbajnokság élmezőnyének állása a verseny után
| H  | Versenyzők       | Pont | H  | Konstruktőrök | Pont |
| -- | ---------------- | ---- | -- | ------------- | ---- |
| 1. | Alain Prost      | 18   | 1. | Renault       | 22   |
| 2. | Niki Lauda       | 12   | 2. | McLaren-Ford  | 20   |
| 3. | John Watson      | 8    | 3. | Williams-Ford | 14   |
| 4. | Keke Rosberg     | 8    | 4. | Lotus-Ford    | 6    |
| 5. | Carlos Reutemann | 6    | 5. | Tyrrell-Ford  | 6    |
| 6. | Michele Alboreto | 6    | 6. | Brabham-Ford  | 4    |

## Statisztikák
Vezető helyen:
- Andrea de Cesaris: 14 (1-14)
- Niki Lauda: 61 (15-75)

Niki Lauda 18. győzelme, 17. leggyorsabb köre, Andrea de Cesaris egyetlen pole-pozíciója.
- McLaren 26. győzelme.